# Liofilización

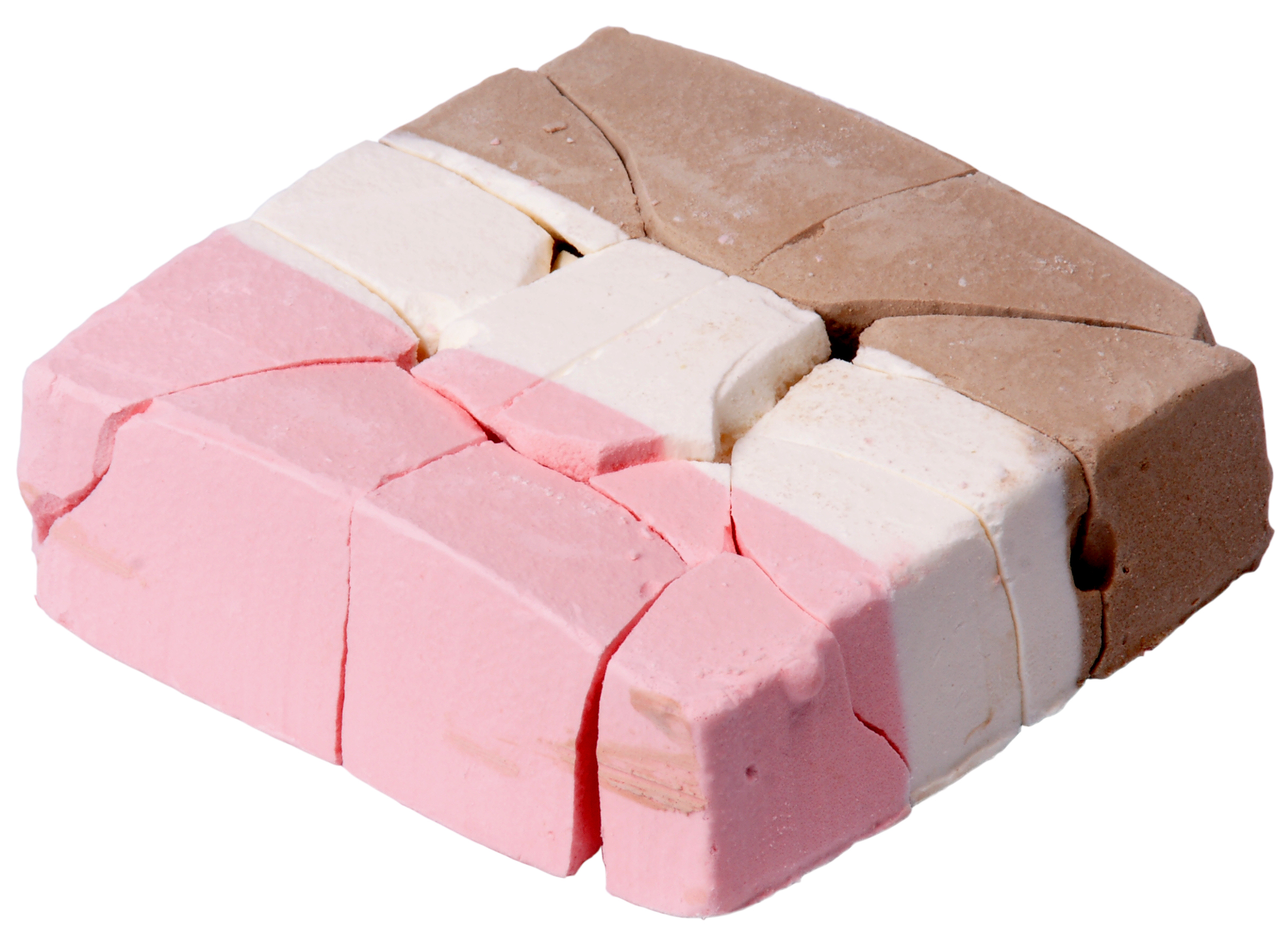
Helado liofilizado

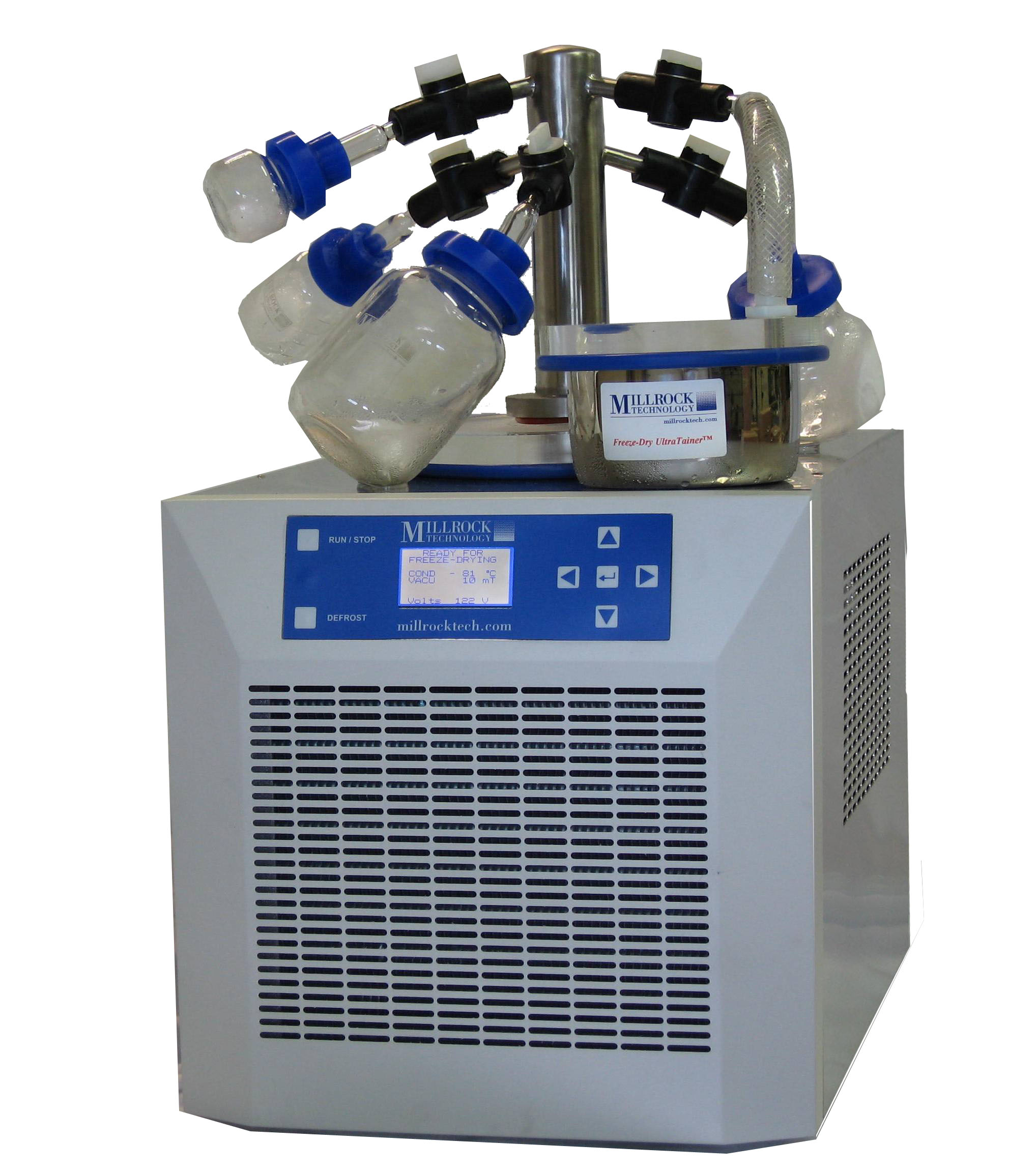
Un liofilizador de mesa

En el diagrama de fases la frontera entre gas y líquido va desde el punto triple hasta el punto crítico. La liofilización (flecha azul) lleva el sistema alrededor del punto triple, evitando así la transición directa de líquido a gas de un secado tradicional (Flecha verde).

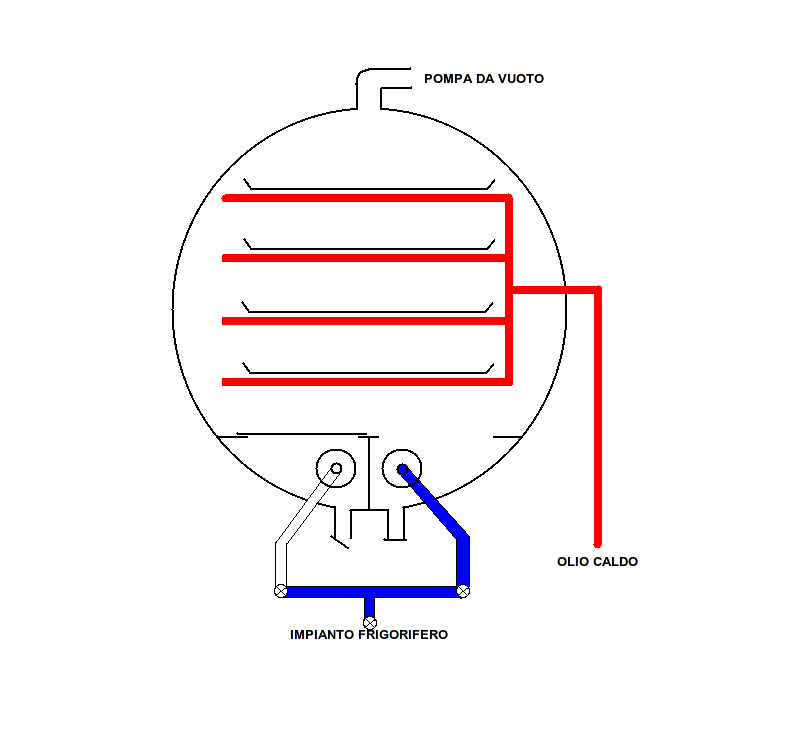
Proceso.

La liofilización, deshidrocongelación o criodesecación, es un proceso de deshidratación usado generalmente para conservar un alimento perecedero o hacer el material más conveniente para el transporte. La liofilización funciona congelando el material y luego reduciendo la presión circundante para permitir que el agua congelada en el material se sublime directamente desde la fase sólida a la fase gaseosa, sin pasar por el estado líquido. Para acelerar el proceso se utilizan ciclos de congelación-sublimación con los que se consigue eliminar prácticamente la totalidad del agua libre contenida en el producto original, pero preservando la estructura molecular de la sustancia liofilizada.
Es utilizado principalmente en la industria alimentaria para conservación de los alimentos y en la farmacéutica para conservar medicamentos, aunque también se puede utilizar para fabricar materiales como el aerogel o para hacer más conveniente el transporte de ciertos productos por reducción del peso. Es una técnica bastante costosa y lenta si se la compara con los métodos tradicionales de secado, pero resulta en productos de una mayor calidad, ya que, al no emplear calor, evita en gran medida las pérdidas nutricionales y organolépticas.
En el proceso de deshidratación normal, los alimentos solo perderán entre un 90 a 95% de la humedad, en cambio con la liofilización un rango superior de 88 a 99%

## Historia
Los orígenes de la liofilización se remontan al siglo II a. C., cuando los incas utilizaron una forma rudimentaria de liofilización.Sus cultivos se almacenaban en las alturas de las montañas, donde las frías temperaturas de las montañas congelaron sus reservas de alimentos y el agua en el interior se vaporizó lentamente bajo la baja presión del aire de las altas altitudes de las montañas.
El proceso de liofilización moderno fue inventado en 1906 por  Arsène d'Arsonval y su asistente Frédéric Bordas en el laboratorio de biofísica del Collège de France en París. En 1911 Downey Harris y Shackle desarrollaron el método de liofilización de preservar el virus de la rabia vivo, que finalmente llevó al desarrollo de la primera vacuna antirrábica. La liofilización moderna se desarrolló durante la Segunda Guerra Mundial. El suero sanguíneo que fue enviado a Europa desde los Estados Unidos para el tratamiento médico de los heridos requirió refrigeración, pero debido a la falta simultánea de refrigeración y transporte, muchos de esos suministros se estropearon antes de llegar a sus destinatarios. El proceso de liofilización se desarrolló como una técnica comercial que permitió que el suero se volviera químicamente estable y viable sin tener que ser refrigerado. Poco después, el proceso de liofilización se aplicó a la penicilina y los huesos, y la liofilización se reconoció como una técnica importante para la conservación de productos biológicos. Desde entonces, la liofilización se ha utilizado como técnica de conservación o procesamiento de una amplia variedad de productos, aplicándose al procesamiento de alimentos, y a los productos farmacéuticos y kits de diagnóstico, aunque también a la restauración de documentos dañados por el agua, a la preparación de lodos de fondos fluviales para el análisis de hidrocarburos, a la fabricación de cerámicas utilizadas en las industrias de los semiconductores, a la producción de pieles sintéticas, a la fabricación de viales revestidos con azufre o la restauración de cascos de barcos históricos/reclamados.

## Descripción del proceso

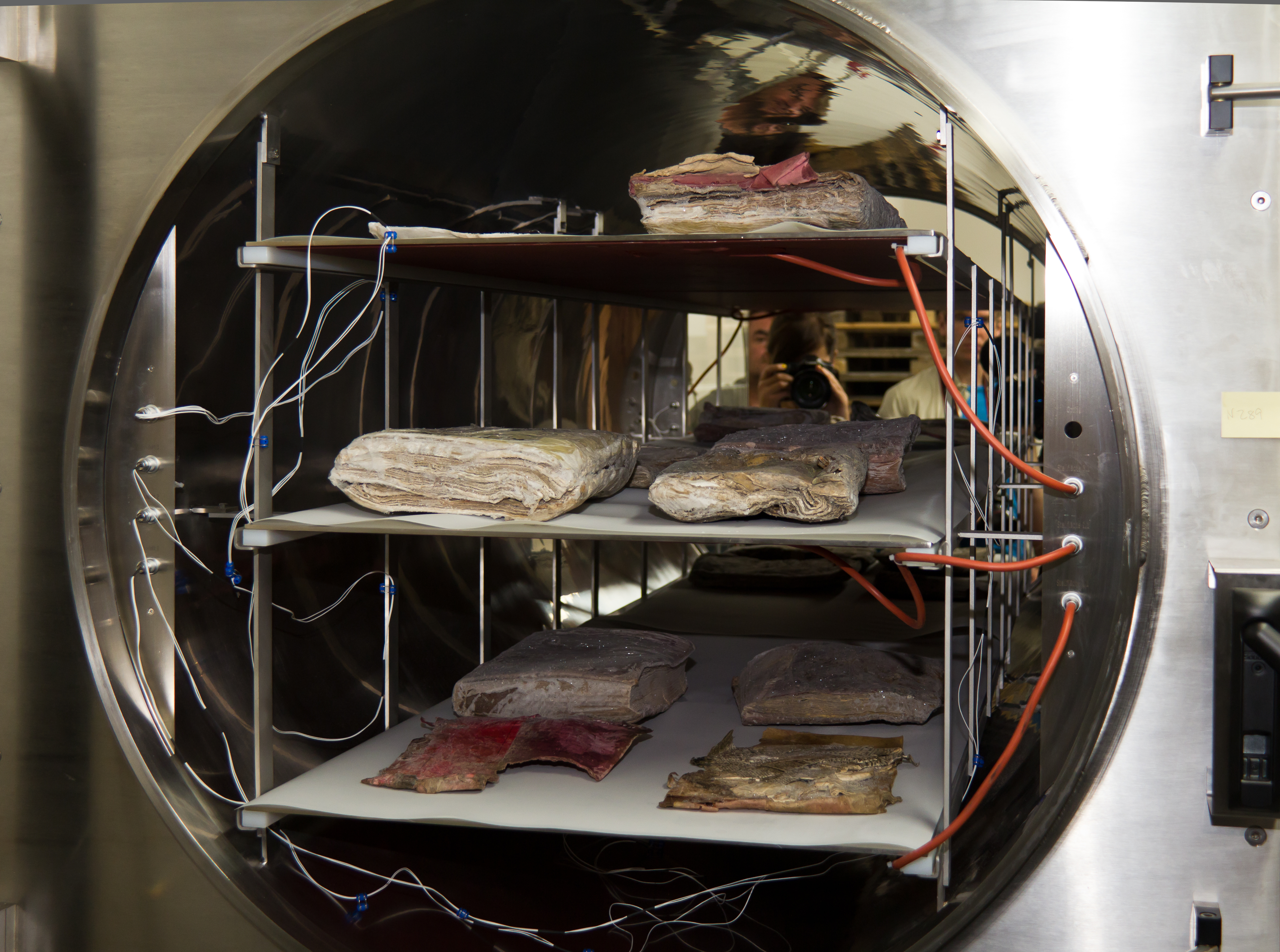
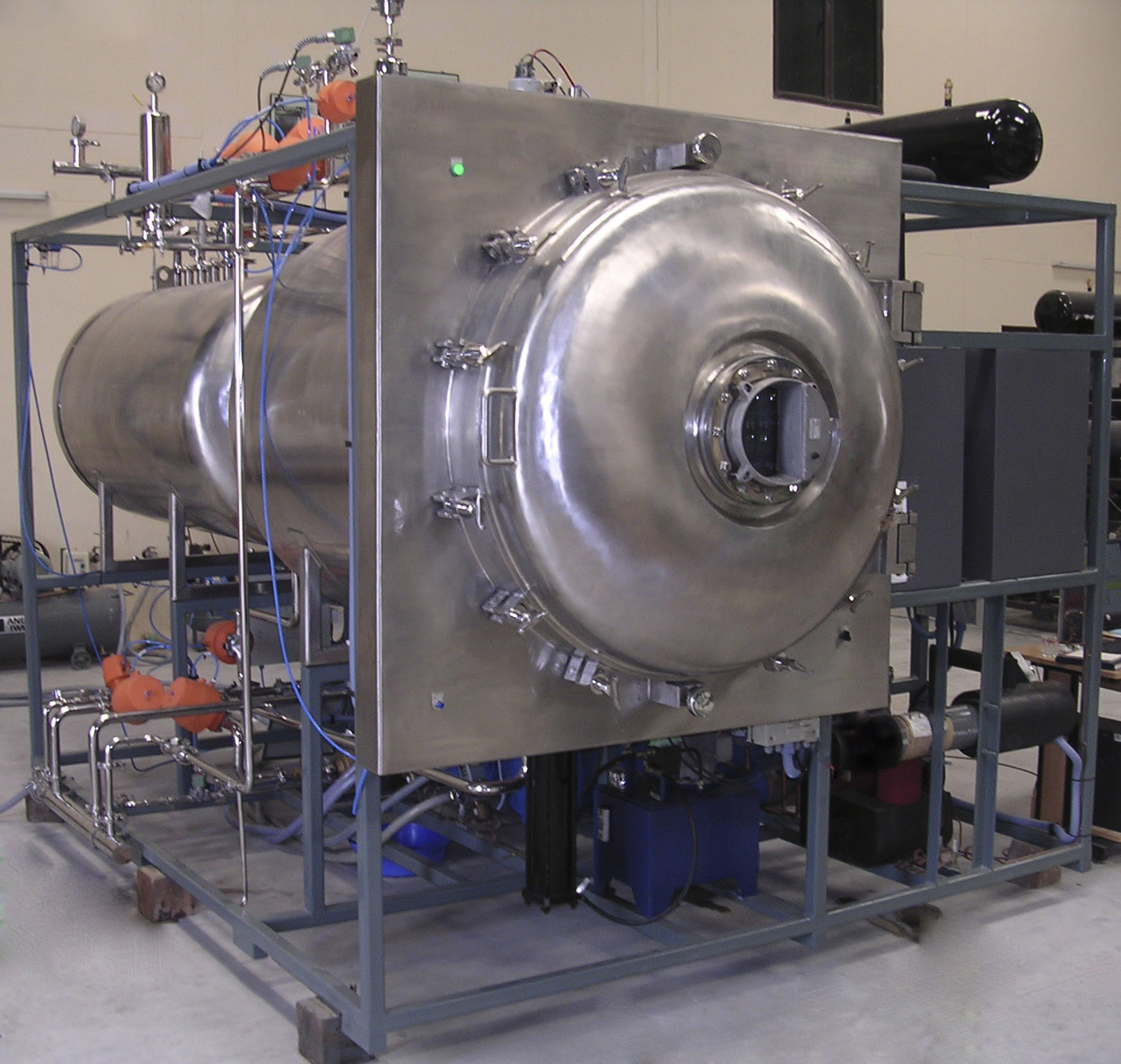
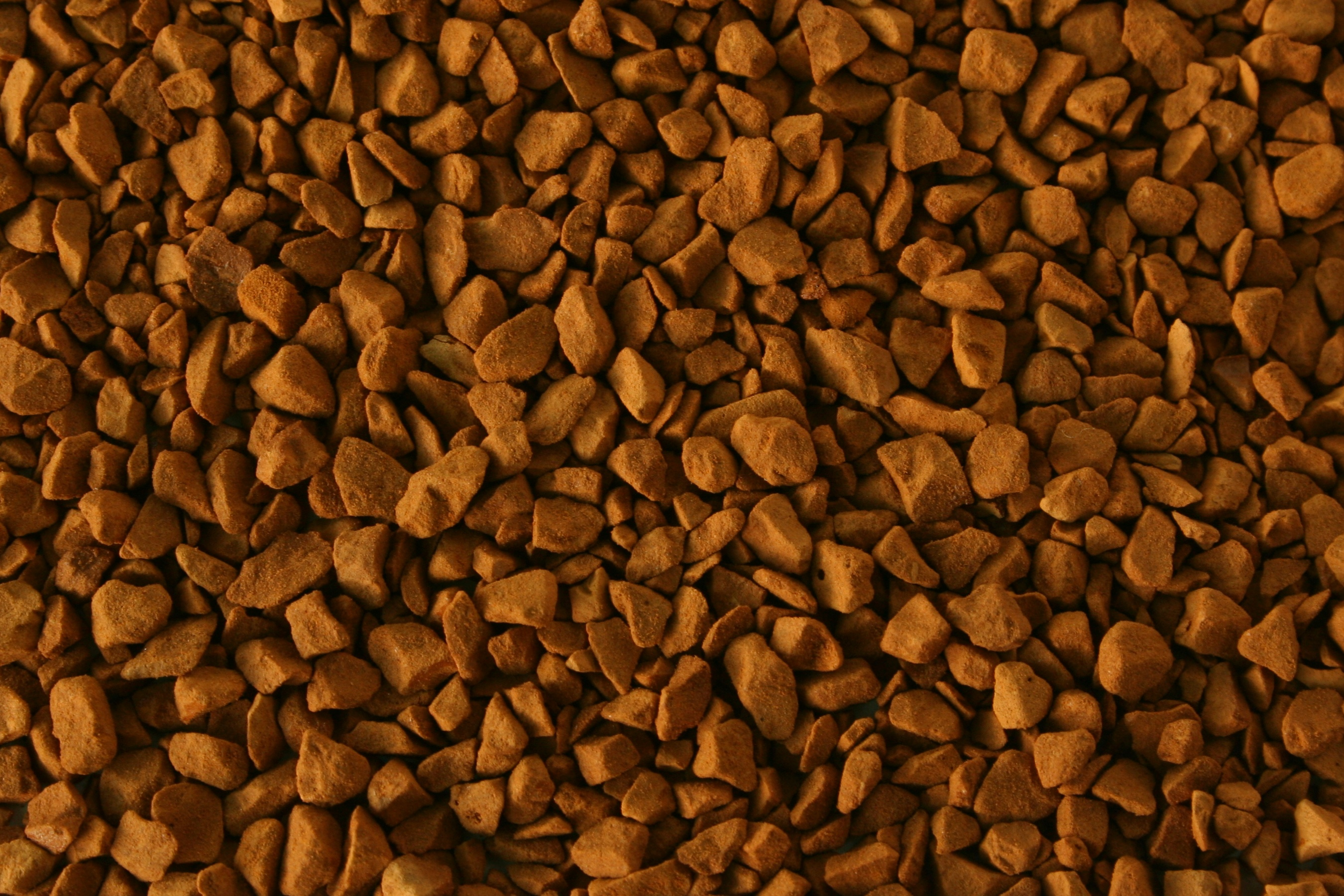
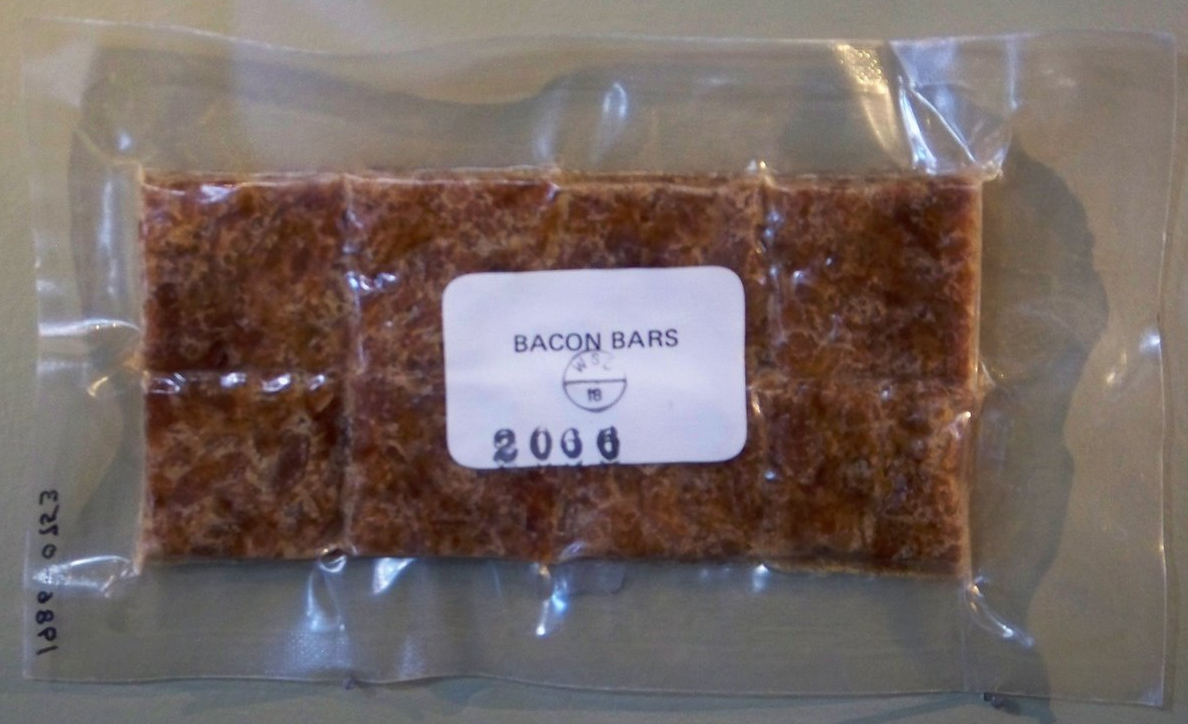

Etapas del proceso de liofilización:
- Fase 1: llamada etapa conductiva. Inicialmente, por el calentamiento de la muestra, la velocidad de sublimación crece rápidamente hasta llegar a un máximo. El tiempo para agotar esta fase es relativamente corto; en ella se lleva a cabo la mayor parte de remoción de agua del producto (entre 75-90 %), siendo el mecanismo preponderante la transferencia de calor por conducción.

- Fase 2: Primera etapa difusiva. Muestra un descenso importante de la velocidad de sublimación debido a la formación de una capa porosa de material seco que opone resistencia creciente al flujo de calor y al vapor a medida que procede el secado.

- Fase 3: Segunda etapa difusiva. La velocidad de sublimación continúa decreciendo de forma que se aproxima a cero. Esto debido a que el calor necesario para retirar el agua ligada es más alto que el calor de sublimación. Pues que la difusividad de los aromas disminuye sensiblemente cuando la humedad es pequeña es posible en esta etapa incrementar la temperatura de la calefacción y del producto hasta valores del orden de 50 °C, dependiendo del material que se trate.

## Liofilización atmosférica
La liofilización atmosférica o Criodesecación atmosférica (CDA), es una alternativa económica a la liofilización, es el proceso de conservación mediante desecación por sublimación y desorción del agua a temperaturas bajas, sin empleo de vacío, utilizado con el fin de reducir las pérdidas de los componentes volátiles o termo-sensibles, eliminar el crecimiento microbiano o las reacciones químicas y lograr fácilmente la rehidratación del producto final, manteniendo gran parte de sus propiedades .  